# أسيليفيتش ميرجيا
أسيليفيتش ميرجيا ميديسا (بالأمهرية: አሰለፈች መርጊያ)‏ هي عداءة مسافات طويلة وماراثون إثيوبية ولدت في يوم 23 يناير 1985، أبرز إنجازاتها هو فوزها بالميدالية البرونزية في بطولة العالم لألعاب القوى 2009 في برلين، كما فازت بالمرتبة الأولى في ماراثون لندن في سنة 2010 بعد إقصاء صاحبتي المركز الأول والثاني. فازت أيضاً بالمركز الأول 3 مرات بماراثون دبي، وفازت بالمرتبة الثانية في ماراثون باريس سنة 2009.

## روابط خارجية
- أسيليفيتش ميرجيا على موقع الاتحاد الدولي لألعاب القوى (الإنجليزية)
- أسيليفيتش ميرجيا على موقع أوليمبيديا (الإنجليزية)